# 2023年5月臺灣
| << | 2023年5月 （民國112年） | >> |    |    |    |    |
| \| 日 \| 一 \| 二 \| 三 \| 四 \| 五 \| 六 \| \| \| 1 \| 2 \| 3 \| 4 \| 5 \| 6 \| \| 7 \| 8 \| 9 \| 10 \| 11 \| 12 \| 13 \| \| 14 \| 15 \| 16 \| 17 \| 18 \| 19 \| 20 \| \| 21 \| 22 \| 23 \| 24 \| 25 \| 26 \| 27 \| \| 28 \| 29 \| 30 \| 31 \| \| \| \| \| \| \| \| \| \| \| \| |                         |    |    |    |    |    |
| 臺灣新聞動態／維基新聞 |                         |    |    |    |    |    |
| 世界／中国大陆／臺灣 |                         |    |    |    |    |    |
| 日 | 一                      | 二 | 三 | 四 | 五 | 六 |
| | 1                       | 2  | 3  | 4  | 5  | 6  |
| 7 | 8                       | 9  | 10 | 11 | 12 | 13 |
| 14 | 15                      | 16 | 17 | 18 | 19 | 20 |
| 21 | 22                      | 23 | 24 | 25 | 26 | 27 |
| 28 | 29                      | 30 | 31 |    |    |    |
| |                         |    |    |    |    |    |

## 5月1日
- 中央流行疫情指揮中心表示，鑒於COVID-19疾病嚴重度下降，國內疫情持續穩定且處於低點，且國際間亦朝向調降防疫等級，故宣布自該日起，「嚴重特殊傳染性肺炎(COVID-19)」調整為第四類傳染病[1]。
- 行政院同意「中央流行疫情指揮中心」於該日解編，由衛福部成立跨單位防治聯繫會報持續COVID-19整備應變工作[1]。
- 由於防疫朝向常態化，「疫苗接種假」於該日起取消，回歸一般性請假規定[2]。

## 5月5日
- 國家安全會議諮詢委員及總統府國造潛艦專案小組召集人黃曙光在中山大學進行演講表示，首艘國造潛艦可望於9月下水。他強調，儘管需要國際支持，台灣必須發展武器自立自強，自己的國家自己救。在不對稱戰力下，台灣應採拖延及結盟策略，以保存戰力守住陣地，拖累敵方攻勢[3]。

## 5月6日
- 上午8時37分，高雄市岡山區發生連環撞車禍，22歲陳姓男子駕駛自小客車行經大莊路時失控打滑擦撞對向自小客車後，又撞擊2部機車，造成2人死亡、1人受傷，其中62歲黃姓女子為送醫後不治身亡，另一名重傷的60歲陳姓女騎士於下午2時搶救無效。並在肇事車輛上發現一件軍用迷彩服，調查發現陳男身份為現役軍人，為第八軍團陸軍裝甲第564旅下士[4]。

## 5月10日
- 中午12時29分，臺中捷運綠線一列開往高鐵臺中站的列車於南屯區文心南路的豐樂公園站附近的興富發建設公司34層住商大樓建案「文心愛悅」發生工安意外[5][6][7]，造成1人死亡、10人受傷，死者52歲林姓女子為靜宜大學法律系助理教授；傷者為5名男子、3名女子，包括一名加拿大籍男子。導致一列臺中捷運中運量電聯車受損。當時路邊的大型吊車在吊掛工程的過程中吊臂掉落，砸破捷運軌道隔音牆並擊中行駛中的捷運車廂[8]。隔天11日上午5時許完成全線巡軌作業，確認軌道及各項系統正常，6時各首班車準點發車，全線已正常營運[9]。

## 5月16日
- 英國前首相莉兹·特拉斯於5月16日至20日訪問台灣，為繼英國前首相柴契爾夫人於1992年和1996年訪台後，睽違27年英國前首相訪問台灣[10]。

## 5月20日
- 凌晨，屏東縣霧台鄉佳暮村佳暮部落飛龍瀑布發生山難意外，造成5人死亡，死者中1人為中搜教官；5名死者中為3名男性、2名女性，分別名為陳某嘉，男，41歲，新北人、蕭男，台南人、陳女，27歲，台中人、彭女，37歲，新北人、黃男，台中人。林姓男子一行10人於19日住大武綠色海洋山莊，20日凌晨前往飛龍瀑布溯溪。21日上午，救援隊上山與5人接觸，已藉由空勤總隊直升機救出5人。初步判定，5名罹難者死因為溺水，其中1名男性溺水還有高處墜落撞擊傷勢[11][12][13][14][15]。

## 5月25日
- 行政院通令各部會，表示依國籍法定義，中國大陸人民不具中華民國國籍、非屬中華民國國民，不享有或負擔中華民國國民的權利義務，凡舊函釋與此牴觸者，應自即日起停止適用或不再援用[16]。

## 5月31日
- 2023年臺灣＃MeToo運動一場社會運動的開始，從政壇延燒到教育界、演藝圈等各個職場，不分男女皆有可能成為性騷擾的被害者，也會是加害者。何時結束還是未知數。